# Adonisea alensa
Adonisea alensa là một loài bướm đêm trong họ Noctuidae.